# Goy
Goy je hebrejska beseda za ljudi, ki niso Židje.